# آندرئاس هوفر
آندرئاس هوفر (آلمانی: Andreas Hofer؛ زادهٔ ۸ فوریهٔ ۱۹۹۱ ‏(۳۴ سال)) دوچرخه‌سوار اهل اتریش است.